# Haraz
Haraz és una comarca muntanyosa del Iemen entre el uadi Surdud i el uadi Silham (nord i sud; té a l'oest la tikama de Lisat i el país dels Banu Sad i a l'est la comarca d'Haymat al-Kharidjiyya. La muntanya més alta és el Shibam o Haraz de 2.930 metres. La ciutat principal de la regió és Manakha (uns 1500 habitants) antiga residència del kaimakan (kaimmakan) d'Haraz, Hayma i Djabal Aniz (la regió al sud-est d'Haraz). Al-Mawza, a la zona del Djabal Lahab, fou capital fins al segle xviii. A 8 km a l'oest de Manakha hi ha la vial d'al-Attara, residència del dai ismailita de Yam (Nadjran). La zona és molt humida, plou sovint i el clima canvia de pressa. Es centre de nombroses sectes:
- Dawudites, entre els Banu Mukatil i al Djabal Safan
- Sulaymànides al Djabal Maghariba
- Ismaïlites a l'Hawzan, el Lahab i al-Attara
- Yakubites a Manakha i al Djabal Safan
- Shafites
- Jueus a Manakha, Hadjara i Hawzan (avui dia ja no en queden)

Les tribus i comarques de la regió són:
- Banu Arraf
- Safan
- Masar
- al-Maghariba
- Banu Ismail
- Hasaban
- Hawzan
- Thuluth
- Lahab
- Banu Mukatil
- al-Yaabir
- al-Ukmur

El 1763 va passar a domini dels makràmides de Nadjran i va restar al seu poder fins al 1782 quan els otomans van destruir la ciutadella del dai del Yam (Ahmad al-Shihami) a al-Attara obligant a fer la pau i retirar-se de Nadjran. Els turcs van establir el seu quarter a Manakha. Hi va haver importants combats entre turcs i iemenites a la rodalia.